# ولیکا کلادوشا
ولیکا کلادوشا (بوسنیایی: Velika Kladuša) یک شهرک در بوسنی و هرزگوین است که در Velika Kladuša Municipality واقع شده‌است.

## خصوصیات
ولیکا کلادوشا ۳۳۱ کیلومترمربع مساحت و ۴۴٬۷۷۰ نفر جمعیت دارد.